# Estación Micos
Estación Micos är en ort i Mexiko.   Den ligger i kommunen Ciudad Valles och delstaten San Luis Potosí, i den centrala delen av landet, 300 km norr om huvudstaden Mexico City. Estación Micos ligger 222 meter över havet och antalet invånare är 247.
Terrängen runt Estación Micos är kuperad söderut, men norrut är den platt. Terrängen runt Estación Micos sluttar österut. Runt Estación Micos är det ganska tätbefolkat, med 78 invånare per kvadratkilometer. Närmaste större samhälle är Nuevo Crucitas, 3,8 km väster om Estación Micos. I omgivningarna runt Estación Micos växer huvudsakligen savannskog.